# مارغريت جوان روبرتس
مارغريت جوان روبرتس (1937-2017) طبيبة أعشاب من جنوب إفريقيا ومؤلفة لأكثر من 40 كتابًا عن الأعشاب والمواضيع ذات الصلة. جلبت مارغريت روبرتس الأعشاب إلى جنوب أفريقيا منذ أكثر من 60 عامًا وألقت محاضرات حول فوائد الأعشاب والحياة الصحية. وكان شعارها "التثقيف والإلهام". تم تطوير مركز مارغريت روبرتس العشبي في دي ويلدت، المقاطعة الشمالية الغربية من قبل مارغريت وتم تسميته باسمها، واستمر هذا مع ابنتها ساندي روبرتس التي عملت مع مارغريت لمدة 32 عامًا. أعطت مارغريت اسمها لنطاقات المنتجات بما في ذلك مجموعات المواد الغذائية وأدوات النظافة والهدايا وأدوات المطبخ والقرطاسية والمنسوجات والبذور والكتب.
من المعروف أن مركز مارغريت روبرتس للأعشاب هو أحد أفضل عشر حدائق في جنوب أفريقيا. تشتهر مارغريت بخزامى مارغريت روبرتس التي زرعتها على مدى 15 عامًا وهي مستوطنة في جنوب إفريقيا، والمعروفة أيضًا بنبات إكليل الجبل بالزنجبيل وباسل هاي هوبز وروز مارغريت روبرتس، وقد سميت كل هذه الأصناف باسمها.
كانت أخصائية علاج طبيعي مؤهلة وحصلت على جائزة نوبل من جامعة بريتوريا لكونها واحدة من أوائل المزارعين العضويين في جنوب أفريقيا.

## كتاباتها
كتبت مارغريت روبرتس أكثر من 40 كتابًا عن الأعشاب والمواضيع ذات الصلة منها:
- من الألف إلى الياء للأعشاب.
- مارغريت روبرتس الأساسية: 100 أعشاب مفضلة لدي.
- الزهور الصالحة للأكل والطبية.
- Alles oor Kruie (الأفريكانية).
- زراعة مصاحبة.
- بلانتماتس (الأفريكانية).
- الحمل ورعاية الطفل من أجل حياة صحية.
- الأطعمة العلاجية.
- جنيات الغابة والمعركة الكبرى.
- شاي الأعشاب لحياة صحية.
- صنع وعاء بوري.
- الجمال العشبي لحياة صحية.
- كتاب الخزامى.
- 100 زهرة صالحة للأكل وشفاء: الزراعة والطبخ واستعادة الصحة.
- بلدي 100 الأعشاب المفضلة.
- 100 أعشاب جديدة بما في ذلك الأعشاب الضارة.
- أملاح الأنسجة للأطفال: الرضع، الأطفال، المراهقين.
- أملاح الأنسجة لحياة صحية.
- أملاح الأنسجة المضادة للشيخوخة.
- نباتات الشفاء الأصلية بما في ذلك نباتات العلف.